# Международное экономическое совещание в Москве (1952)
С 3 по 12 апреля 1952 года в Москве состоялось международное экономическое совещание, где СССР и СЭВ предложили создать в противовес Генеральному соглашению о тарифах и торговле (ГАТТ) и экспансии США общий рынок товаров, услуг и капиталовложений, не привязанный к доллару.

## Ход совещания
Незадолго до открытия совещания были снижены цены на некоторые продукты, на книги (18%) и на оплату гостиниц. При этом в феврале были снижены нормы оплаты труда (расценки) на заводах.
Всего в работе форума участвовало 49 стран, представленных 680 чиновниками, бизнесменами, экспертами. За время работы совещания и до конца апреля 1952 года в Москве было подписано свыше 60 торговых, инвестиционных и научно-технических соглашений на срок от 3 до 5 лет, в том числе с участием СССР — 19 таких соглашений.
New York Times сообщало, что по данным организаторов конференции, было заключено сделок на сумму свыше 200 миллионов долларов. В то же время, многие из сделок были заключены в виде необязательных соглашений о намерениях, а не договоров.
Основные принципы таких документов: таможенные и ценовые льготы для развивающихся государств или их отдельных товаров; взаимный режим максимального благоприятствования в торговле, кредитах, капиталовложениях, научно-техническом сотрудничестве; согласование политики в международных экономических организациях и на мировом рынке; возможности бартера (в том числе в погашении долгов), взаимно согласованных цен и исключения (минимум — необязательности) долларовых расчетов. Итоговыми документами стали Коммюнике о совещании и Обращение к Генеральной Ассамблее ООН о создании Комитета содействия развитию международной торговли.
Многие союзники США тоже участвовали в этом форуме, представленные главным образом бизнесменами, аналитиками и чиновниками среднего ранга (Великобритания, Франция, Италия, Дания, Норвегия, Канада, Турция, ФРГ, Япония, Бенилюкс, Бразилия, Саудовская Аравия, Австралия, Либерия), будучи уполномоченными подписывать документы о торговле и сотрудничестве с другими странами. При этом, Великобритания не была приглашена на конференцию.
СССР на совещании предложил:
1. сперва — двух- и многосторонние соглашения с похожими условиями (по ценовым, таможенным, кредитным льготам, товарным квотам), затем — постепенная унификация принципов внешнеэкономической политики и развитие «общеблоковой» свободной торговли.
2. на заключительной стадии — создание межгосударственной расчетной валюты с обязательным золотым содержанием (переводный рубль) и, соответственно, фактическое создание упомянутого рынка.

С некоторыми модификациями эту идею поддержали все участники совещания, кроме стран — союзников США.
Вице-премьер Великобритании Энтони Иден заявил, что, по его мнению, истинная цель совещания была организовать народное давление в некоммунистических странах против нынешних ограничений на экспорт стратегических материалов в СССР и против оборонных программ западных держав. Глава Торговой палаты Мэйксон в июле 1952 г. заявил, что никаких контрактов между британскими торговцами и советскими властями заключено не было, вопреки заявлениям организаторов конференции о заключении контрактов на сумму свыше 6 миллионов фунтов.

## Итоги Совещания
В совещании приняло участие 680 человек и 49 стран. Кроме пленарных заседаний проходили работы в трех секциях: развитие международной торговли, международного сотрудничества для решения социальных проблем, секции слаборазвитых стран.
Создан Комитет содействия международной торговле.
Итогом стали три документа:
- Коммюнике об итогах работы
- Обращение к Генеральной Ассамблее ООН
- Резолюция об образовании Комитета содействия развитию торговле между странами.

Во время работы Совещания были проведены деловые переговоры и подписаны контракты.

## Цели СССР при организации проведения Совещания
Главной целью МЭС было создание механизма для ведения диалога с деловыми кругами капиталистических стран. Успешное проведение МЭС — крупномасштабная попытка инициировать диалог с широкими кругами западного общества и стран «третьего мира» с целью выработать «модус вивенди» и заставить соответствующие правительства Запада пересмотреть свою дискриминационную торговую политику.
Первоочередной целью МЭС был прорыв торговой блокады, соображения идеологического порядка не были доминирующими в советских планах.
При подготовке к проведению совещания, в марте 1951 года, был осуществлён ряд мероприятий по сглаживанию идеологического противостояния с Западным блоком в международной прессе, на радио, в кинопроизводстве. Международная обстановка изменилась, начался процесс создания блоков и союзов, СССР готовил ряд инициатив с охватом западных стран, и Политбюро единомоментно остановило производство и выход в прокат сразу шестнадцати фильмов, включая и такие известные, как цветной кинофильм «Прощай, Америка!» Александра Довженко, «Совесть мира» Абрама Роома, «Второй караван» Амо Бек-Назарова. К этим же событиям примыкает и остановка производства фильма «Победители» Эрмлера.
Сразу после проведения Совещания, с 5-го по 12-е мая 1952 года, в Москве была проведена международная  Конференция всех церквей и религиозных объединений, посвященная вопросу защиты мира, призванная сгладить остроту противостояния в Холодной войне.
Однако, когда сторонники конфронтации с СССР и Восточным блоком опять стали брать верх, в советском руководстве сами дезавуировали часть своей инициативы, отвергнув во второй половине 1952 г. поступившие на волне МЭС предложения развивать торговлю товарами массового потребления.
Развивать же торговлю товарами, крайне необходимыми СССР для развития тяжёлой промышленности, западноевропейским странам не позволило давление на страны-участники со стороны США, находившегося в пике холодной войны, под давлением политической идеологии маккартизма, категорического неприятие любых отношений со странами Советского блока, кроме их военного уничтожения. Политические факторы с той и другой стороны в обстановке начала 1950-х гг. оказались сильнее экономического интереса.

## Дальнейшее развитие идей ММЭС
В 1953 году в качестве продолжения московского совещания планировалась вторая международная экономическая конференция в Китае, которая вызвала уже более серьёзный интерес со стороны официальных кругов западных стран. Это позволяет говорить о том, что из-за переменчивой позиции Москвы по поводу будущего Бюро по развитию международной торговли больше всех от МЭС в международном плане выиграл Китай, а не СССР.
23 февраля — 4 марта 1953 года была проведена конференция Экономической комиссии ООН для стран Азии и Дальнего Востока (ЭКАДВ) в столице Филиппин Маниле. Она была созвана по инициативе СССР, поддержанной Китаем, Монголией, Индией, Ираном, Индонезией, Бирмой и Северным Вьетнамом. Советская инициатива заключалась в том, что предлагалось вводить систему межгосударственных взаиморасчетов в нацвалютах и снимать ограничения во взаимной торговле, то есть продвигаться к режиму свободной торговли в Азии и Тихоокеанском бассейне.
Идея СССР была поддержана 20 странами, что составило большинство членов ЭКАДВ, подписавших соответствующее коммюнике. Против выступили США и их основные союзники — Япония, Южная Корея, Тайвань, Австралия, Канада, Нидерланды, Великобритания, Таиланд, Саудовская Аравия, Пакистан. Вместе с тем, Австралия с Новой Зеландией, вопреки прессингу со стороны США, заявили, что предложения Москвы интересны и перспективны, поэтому требуется их изучение.
Сам советский проект был выдвинут МИД и Минвнешторгом СССР в октябре 1951 года: «в целях налаживания равноправной азиатско-тихоокеанской и международной торговли, исключения и экономической дискриминации, и решающей роли отдельных валют (британский фунт стерлингов и доллар США) в межгосударственной и региональной торговле…».